# Maddie & Tae
Maddie & Tae sono un duo femminile statunitense di musica country composto da Madison Marlow e Taylor Dye.

## Carriera
Nel 2010 Madison e Taylor, che studiavano con lo stesso vocal coach, si sono conosciute durante un saggio a Dallas. Divenute presto amiche, hanno iniziato a cantare insieme sotto il nome di Sweet Aliana, registrando musica a Nashville mentre continuavano a frequentare le scuole superiori nelle loro città d'origine in Texas e Oklahoma. Ottenuto il diploma, si sono trasferite a Nashville per conseguire la propria carriera musicale e a giugno 2014 hanno firmato un contratto discografico con la Dot Records, una nuovissima etichetta discografica, assumendo il nome di Maddie & Tae.
Il mese successivo è uscito il loro singolo di debutto, Girl in a Country Song, prodotto da Dann Huff. Il brano, che critica l'eccessiva presenza di testosterone nel mondo del musica country, ha raggiunto la vetta delle classifiche country statunitensi alla fine del 2014, e si è fermata alla 54ª posizione della Billboard Hot 100 ottenendo un disco di platino per aver venduto più di un milione di copie. Un EP intitolato Maddie & Tae e contenente il singolo più altri inediti è stato pubblicato a novembre 2014. A gennaio 2015 è uscito il secondo singolo, Fly, che con oltre mezzo milione di copie vendute è stato certificato disco d'oro dalla Recording Industry Association of America. Girl in a Country Song e Fly hanno anticipato l'uscita di Start Here, l'album di debutto di Maddie & Tae, nell'estate del 2015. Il disco ha debuttato al 7º posto nella Billboard 200 e al 12° nella classifica canadese. Dopo un anno le sue vendite negli Stati Uniti ammontavano a 103 800 copie.
Grazie al loro successo Maddie & Tae sono state nominate per molti premi nel 2015: Girl in a Country Song ha ricevuto nomination ai CMT Music Awards come Video dell'anno, Video di debutto dell'anno e Video di un duo dell'anno; il singolo ha vinto un ASCAP Country Music Award come Canzone più eseguita e un Country Music Association Award come Video dell'anno. Nel 2016 ai Radio Disney Music Awards hanno vinto nella categoria Migliore artista country, mentre il loro singolo Fly è stato votato Migliore canzone country.

## Membri
- Madison Kay "Maddie" Marlow (Sugar Land, Texas) – voce principale, chitarra, mandolino
- Taylor Elizabeth "Tae" Dye (Ada, Oklahoma) – coro, chitarra

## Discografia

### Album in studio
- 2015 – Start Here
- 2020 – The Way It Feels

### EP
- 2014 – Maddie & Tae
- 2019 – One Heart to Another
- 2019 – I'm Goin'

### Singoli
- 2014 – Girl in a Country Song
- 2015 – Fly
- 2015 – Shut Up and Fish
- 2016 – Sierra
- 2018 – Friends Don't
- 2019 – Die from a Broken Heart
- 2021 – Woman You Got

## Tournée

### Artista principale
- 2015 – Start Here Tour
- 2020 – Tourist in This Town Tour

### Supporto
- 2015 – Sounds of Summer Tour (con Dierks Bentley, Kip Moore e Canaan Smith)
- 2016 – Life Amplified World Tour (con Brad Paisley e Tyler Farr)
- 2016 – Storyteller Tour: Stories in the Round (con Carrie Underwood, Little Big Town e Sam Hunt)
- 2019 – Cry Pretty Tour 360 (con Carrie Underwood e Runaway June)
- 2020 – Ocean Tour (con Lady A, Jake Owen, Brett Young e Carly Pearce)